# Spendenportal
Als Direktspende wird die Veranlassung einer Geldspende über ein Internet-Spendenportal bezeichnet. Spendenportale sind Websites, über die bargeldlos gespendet werden kann. Bei der Direktspende fließt das Geld somit unmittelbar an ein Hilfswerk. Im Gegensatz hierzu gibt es die indirekte Spende. Hier wird zunächst an das Spendenportal gespendet. Dieses sammelt die Spenden und leitet sie dann an den zuvor gewählten Empfänger weiter. In diesem Fall gelten die Vorschriften des Zahlungsdiensteaufsichtsgesetzes. Das größte indirekte Spendenportal ist Betterplace. Bei diesem kann alternativ zu Geld auch Zeit (= Arbeitseinsatz) gespendet werden. 
Der Spender wählt beim Besuch des Portals einen Empfänger aus und gibt den zu spendenden Betrag an. Zahlungsweg ist meist der Lastschrifteinzug, mitunter auch die Kreditkarte. Zusätzlich ist die Übermittlung von Kontaktdaten zwecks Zustellung einer Spendenquittung möglich.
Manche Spendenportale bieten zudem die Möglichkeit der Zustellung einer Geschenkspendenurkunde. So kann, etwa vor einem feierlichen Anlass, gespendet und die Spendenurkunde dann als Geschenk überreicht werden.
Direktspenden sind, wie alle karitativen Zuwendungen, in Deutschland steuerlich absetzbar; indirekte Spenden auch, sofern der Zahlungsdienstleister als gemeinnützig anerkannt wurde. Gewerbetreibende können diese (in Form von Unternehmensspenden) bis zu einer festgesetzten Höchstgrenze zu 100 Prozent absetzen, Privatpersonen entsprechend anteilig.